# Bruchie des Vosges
Bruchia vogesiaca
Espèce
La Bruchie des Vosges (Bruchia vogesiaca) est une espèce de mousses de la famille des Bruchiacées.